# Dov Hoenig

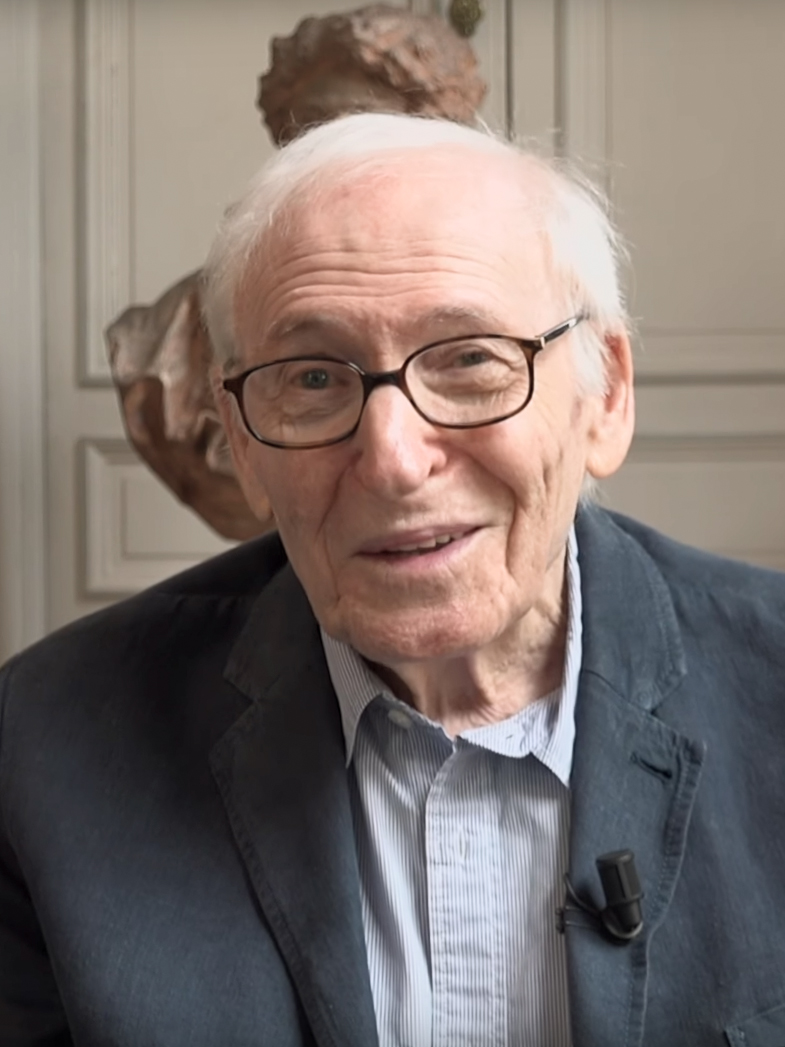
Dov Hoenig (2018)

Dov Hoenig (* 24. April 1932) ist ein Filmeditor.

## Leben
Nachdem Dov Hoenig 1967 die französische Dokumentation La chasse au lion à l'arc von Jean Rouch montiert hatte, waren es vor allem die Filme des israelischen Regisseurs Menahem Golan, bei denen er in den anschließenden Jahren für den Filmschnitt verantwortlich war. Darunter waren Filme wie Tevje und seine sieben Töchter, Margo Sheli und Der Gangsterboß von New York. Ebenfalls arbeitete Hoenig jahrelang mit dem amerikanischen Regisseur Michael Mann zusammen und schnitt all dessen Filme von 1981 mit Der Einzelgänger bis 1995 mit Heat. Für den Filmschnitt von Manns Der letzte Mohikaner erhielt Hoenig 1993 eine Eddie-Award-Nominierung.
Hoenigs letzte Schnittarbeit war 2002 Andrew Davis’ Collateral Damage – Zeit der Vergeltung. Bereits bei Alarmstufe: Rot, Ein perfekter Mord und Außer Kontrolle hatte er mit Davis zusammengearbeitet. Für Auf der Flucht, eine weitere Regiearbeit von Davis, wurde Hoenig 1994 sowohl für einen BAFTA-Award für den Besten Schnitt nominiert, als auch für den Oscar/Bester Schnitt. Hoenigs Schaffen umfasst mehr als 40 Produktionen.
Dov Hoenig ist Mitglied der American Cinema Editors.

## Filmografie (Auswahl)
- 1967: La chasse au lion à l’arc (Dokumentarfilm)
- 1968: Nes B’Ayara
- 1968: Tevje und seine sieben Töchter (Tuvia Vesheva Benotav)
- 1969: Margo Sheli
- 1971: Les stances à Sophie
- 1972: Ani Ohev Otach Rosa
- 1973: Das Haus in der dritten Straße (Ha-Bayit Berechov Chelouche)
- 1973: Ha-Balash Ha’Amitz Shvartz
- 1975: Der Diamanten-Clou (Diamonds)
- 1975: Der Gangsterboss von New York (Lepke)
- 1975: Töchter, Töchter! (Abu el Banat)
- 1976: Jesus von Nazareth (The Passover Plot)
- 1977: Operation Thunderbolt (Mivtsa Yonatan)
- 1979: Der Magier (The Magician of Lublin)
- 1981: Der Einzelgänger (Thief)
- 1982: Küss mich, Doc (Young Doctors in Love)
- 1983: Die unheimliche Macht (The Keep)
- 1984: Beat Street
- 1986: Blutmond (Manhunter)
- 1987: Overboard – Ein Goldfisch fällt ins Wasser (Overboard)
- 1989: Hände weg von meiner Tochter (She’s Out of Control)
- 1989: Showdown in L.A. (L.A. Takedown)
- 1992: Alarmstufe: Rot (Under Siege)
- 1992: Der letzte Mohikaner (The Last of the Mohicans)
- 1993: Auf der Flucht (The Fugitive)
- 1994: Street Fighter – Die entscheidende Schlacht (Street Fighter: The Movie)
- 1994: The Crow – Die Krähe (The Crow)
- 1995: Heat
- 1996: Außer Kontrolle (Chain Reaction)
- 1998: Dark City
- 1998: Ein perfekter Mord (A Perfect Murder)
- 2002: Collateral Damage – Zeit der Vergeltung (Collateral Damage)

## Auszeichnungen
Oscar
- 1994: Bester Schnitt – Auf der Flucht (nominiert)

BAFTA Award
- 1994: Bester Schnitt – Auf der Flucht (nominiert)

Eddie Awards
- 1993: Best Edited Feature Film – Der letzte Mohikaner (nominiert)